# Limacia
Limacia é um género botânico pertencente à família Menispermaceae.

## Espécies
| - Limacia amherstiana - Limacia blumei - Limacia borneensis - Limacia cerasifera - Limacia coriacea - Limacia cuspidata - Limacia distincta - Limacia esiangkara - Limacia funifera | - Limacia inornata - Limacia kunstleri - Limacia latifolia - Limacia laurifolia - Limacia longifolia - Limacia microphylla - Limacia monilifera - Limacia nativitatis - Limacia oblonga | - Limacia sagittata - Limacia scandens - Limacia selwynii - Limacia sumatrana - Limacia triandra - Limacia velutina - Limacia villosa - Limacia wallichiana |

1. ↑  «Limacia — World Flora Online». www.worldfloraonline.org. Consultado em 19 de agosto de 2020